# Amt Neckarsteinach
Le Amt Neckarsteinach était un Amt et une condominium du Hochstift Worms, de la principauté épiscopale de Spire et du Diocèse de Mayence.

## Composants
Le Amt Neckarsteinach comprenait :
- Darsberg[1]
- Grein[2]
- Langenthal[3]
- Neckarhausen (ab 1803)
- Neckarsteinach

Cas particulier Neckarhausen:

Dans le Saint-Empire romain germanique, Neckarhausen appartenait au Palatinat du Rhin, où elle était subordonnée à l’Oberamt de Heidelberg. Avec le recès de la Diète d'Empire de 1803, il tomba aux mains du margraviat de Bade, qui le céda ensuite au landgraviat de Hesse-Darmstadt lors d'un échange de territoire la même année. Celui-ci l'a intégré au Amt voisin de Neckarsteinach.

## Histoire

### Fonction
Au Moyen Âge et au début des temps modernes, un Amt était un niveau entre les communautés et le gouvernement de l'État. Les fonctions d'administration et de justice n'y étaient pas séparées. L'Amt était dirigé par un Amtmann nommé par le gouvernement provincial.

### Reichancien
Du côté du Hochstift Speyer, le Amt de Neckarsteinach faisait partie du Amt Grombach, tandis que le Hochstift Worms le gérait comme son propre Amt. La part de Mayence est également mentionnée dans la littérature.
La Pfälzisches Landrecht de 1582, renouvelée en tant que Partikularrecht en 1610, s'appliquait à l’Amt Neckarsteinach. En outre, le droit commun s'appliquait dans la mesure où le Pfälzisches Landrecht ne contenait pas de réglementation spécifique à une situation. Ce droit spécial est resté valable tout au long du XIXe siècle, alors que la région faisait partie du Grand-duché de Hesse et n'a été remplacé que le 1er janvier 1900 par le Bürgerliches Gesetzbuch, qui s'appliquait uniformément dans tout le Reich allemand.

### Transition vers la Hesse
Au cours de la sécularisation et avec le recès de la Diète d'Empire de 1803, l'Amt Neckarsteinach fut transféré au Landgraviat de Hesse-Darmstadt, qui devint à partir de 1806 le Grand-duché de Hesse.
Avant 1812, l'ancien Amt Neckarsteinach fut ajouté à l’Amt Hirschhorn.